# アイ国

毐国
毐国

毐国（あいこく）は、秦代初期に存在した、事実上の独立国（紀元前239年 - 紀元前238年）。秦の長信侯嫪毐の封土で、翌年に秦に対して反乱（嫪毐の乱）を起こすが、相国の昌文君・昌平君により鎮圧され、滅亡した。領土は嫪毐の封地であった山陽のほか、河西及び太原である。正式に独立したわけでは無く、嫪毐の身分は長信侯のままであった。

## 歴史
建国した嫪毐は巨根で知られ、宴会の余興として自らの一物を軸に馬車の車輪を回して見せたという。その特長ゆえに、秦の宰相呂不韋に見出された。
呂不韋は秦王政の母の趙姫（太后）と長年不倫関係を続けていたが、淫乱な太后を老年に差し掛かった彼が満足させることは難しくなり、同時にその関係は非常に危険なことであった。そこで関係を清算したがっていた呂不韋は、自身の身代わりとして彼を後宮に送り込んだ。王以外の男性で後宮に出入りできるのは、男性器を切除した宦官のみであり、巨根が売り物の嫪毐が性器を切除しないまま後宮に入れるにあたり、髭を抜き取るなどして宦官のような容貌に変えさせ、さらに宮刑を執行されたという記録をでっちあげるなどの裏工作をした。
呂不韋の思惑通り、嫪毐は後宮に入って太后の寵愛を受け、2人の息子を儲けた。やがて、太后の後ろ盾をもとに次第に権勢を握った。
紀元前239年、始皇帝の弟の成蟜が反乱を起こし、鎮圧された。その後に嫪毐は長信侯として山陽に封じられ、また河西及び太原も領した。
しかし、房事での出世は周囲の評判が悪く、密告により政に知られることになって、内偵により太后との密通が露見した。
嫪毐は御璽及び太后の印璽を盗み出して、兵を集めて反乱を起こそうとした。しかし、既にそれに備えていた政の命を受けた相国である昌平君と昌文君によって、咸陽で返り討ちに会った。嫪毐は逃亡したものの、捕らえられて車裂きの刑に処され、その一族や太后との間のふたりの息子もことごとく処刑された。

### 引用・出典
1. 1 2  『史記』秦始皇本紀：嫪毐封為長信侯。予之山陽地，令毐居之。宮室車馬衣服苑囿馳猟恣毐。事無小大皆決於毐。又以河西太原更為毐国。
2. 1 2  『史記』秦始皇本紀：四月，上宿雍。己酉，王冠，帯剣。長信侯毐作乱而覚，矯王御璽及太后璽以発県卒及衛卒・官騎・戎翟君公・舎人，将欲攻蘄年宮為乱。
3. 1 2 3  『史記』秦始皇本紀：王知之，令相国昌平君・昌文君発卒攻毐。戦咸陽，斬首数百，皆拜爵，及宦者皆在戦中，亦拜爵一級。毐等敗走。即令国中：有生得毐，賜銭百万；殺之，五十万。尽得毐等。衛尉竭・内史肆・佐弋竭・中大夫令斉等二十人皆梟首。車裂以徇，滅其宗。及其舎人，軽者為鬼薪。及奪爵遷蜀四千餘家，家房陵。
4. ↑  『史記』秦始皇本紀：八年，王弟長安君成蟜将軍撃趙，反，卒屯留，軍吏皆斬死，遷其民於臨洮。将軍壁死，卒屯留蒲鶮反，戮其屍。